# André Passebecq
André Passebecq (* 26. Mai 1920 in Valenciennes, Département Nord; † 5. November 2010 in Luxemburg) war Doktor der Psychologie und Psychotherapie (London), N.M.D. (Doktor der Naturmedizin, Quebec), und Naturtherapeut, sowie Osteopath.

## Biographie
Passebecq lehrte von 1982 bis 1993 an der Universität Paris-Nord und schrieb über 30 Büchern über Hygiene und natürliche Gesundheitspraktiken.
Er war Präsident der „Vie et Action“, einer gemeinnützigen Organisation, die 1960 in Frankreich gegründet wurde und lebte im Süden Frankreichs.
André Passebecq ist am 5. November 2010 in Luxemburg verstorben.